# Diego Menéndez de Valdés
Diego Menéndez de Valdés - también conocido como Diego Méndez de Valdez (Gijón, 1533-Puerto Rico, 1596) fue un conquistador y administrador español, que ocupó el cargo de gobernador de Puerto Rico entre 1582 y 1593, así también como los de capitán general y justicia mayor en el archipiélago. Fue uno de los tres gobernadores de Puerto Rico de más larga duración como gobernador de la isla, ocupando ese cargo 11 años (los otros fueron Salvador Meléndez y Miguel de la Torre).

## Biografía
Nació en el seno de una familia hidalga, originaria de Gijón y de Siero. Durante mucho tiempo fue Capitán de la Armada española. Sin embargo, tuvo que abandonar el cargo cuando fue nombrado capitán general de Puerto Rico por el rey de España. Además, el 27 de enero de 1582, fue nombrado Alcaide-Capitán de la fortaleza de San Juan en sustitución del capitán Juan de Céspedes, quien acababa de morir. En este puesto político, Ménendez recibe 600 ducados anuales y la licencia para importar 40 esclavos negros. Pocos meses después de dicho nombramiento, fue convertido, el 18 de junio de 1582, en gobernador y Justicia Mayor del archipiélago, estableciéndose en el cargo al siguiente año.
Durante su mandato, Diego Menéndez de Valdés envió varios informes a las Cortes españolas en los que explicaba la escasa situación militar del archipiélago, no teniendo las suficientes defensas para resistir ataques extranjeros. Por esa razón, se fundó en España la Junta de Puerto Rico, que se encargaba de estudiar la problemática de la defensa con la que se encontraban las Grandes Antillas y las ciudades ribereñas del Caribe. La insistencia del gobernador sobre la defensa de Puerto Rico impulsó a la Junta a construir, en 1587, el Castillo del Morro, de cuya construcción se encargó el ingeniero militar de origen italiano Bautista Antonelli. Así, Menéndez, trabajó en la ampliación y en la mejora de las defensas del archipiélago, especialmente, en las de San Juan, manteniendo y desarrollando el castillo del Moro.
En marzo de 1593, Diego Menéndez de Valdés fue sustituido por Pedro Suárez Coronel como gobernador de Puerto Rico. En ese año, Valdés visitó la Corte de Madrid. Murió en Puerto Rico en 1596.

## Vida personal
Se casó con Elena de Valdés, probablemente prima suya, con quien tuvo varios hijos en España. Tras ser nombrado gobernador de Puerto Rico,  estableció su residencia permanente allí, donde sus hijos tuvieron a muchos descendientes.

## Escritos
Escribió varias obras, entre ellas:
- Descripción de la ciudad y puerto de Puerto Rico, manuscrito con fecha de 21 de febrero de 1587.
- Descripción del mismo puerto y su fortificación, tratado fechado el 10 de julio de 1587.
- Relación de los puertos de la isla de Puerto Rico y de los de Cuba y Jamaica, donde se guarecen los corsarios, proponiendo medidas por tierra y mar contra ellos, manuscrito dirigido al presidente del Consejo Real de Indias.[2]